# Symplocos thwaitesii
Symplocos thwaitesii  o palo avellano color de ante (buff hazelwood) es un árbol del bosque lluvioso del este de Australia. Se le ve en bosques templados y subtropicales, con frecuencia en barrancos. Ocasionalmente se le ve en lugares más frescos como en el Parque Nacional Monga.
El rango de distribución natural es desde la localidad de Orbost (37° S) en el estado de Victoria pasando por la costa este de Nueva Gales del Sur hasta la  Meseta Atherton (17° S) en el trópico de Queensland.

## Descripción
Es un árbol de talla media a grande, de hasta 30 metros de alto y 80 cm de diámetro. En Nueva Gales del Sur  es usualmente más pequeño, donde en su mayor parte se le ve a una altura entre 6 y 12 metros. En Victoria puede crecer hasta 22 metros de alto, con un diámetro en el tronco de 57 cm.
El tronco es recto y cilíndrico, sin contrafuertes o estrías. La corteza es por lo general bastante lisa; de color café oscuro. A veces con hileras verticales de abolladuras. El desprendimiento de placas y grietas verticales pueden ser vistas en árboles maduros.

### Hojas
Las hojas son alternadas, firmes, duras y dentadas, pero no están dentadas en la base. La dentadura de la hoja es más evidente y espaciada que en el palo avellano blanco. Las hojas aterciopelas parece que hacen un ruido de "sonaja" cuando se sacude una rama. La forma de la hoja es elíptica o ancha lanceaolada de 12 a 18 cm con una corta punta.
La nervadura de la hoja es fácil de identificar, particularmente en el envés. Las venas no son claramente evidente en el haz. La vena central pálida está hundida en el haz, y levantada en el envés. El tallo de la hoja mide de 10 a 15 mm de largo, aplanadas arriba pero redondeadas abajo.

### Flores y fruto
Flores blancas verdosas se forman en racimos, ocasionalmente las flores se tornan negras azulosas. La floración ocurre entre los meses de septiembre a diciembre. Sin embargo puede florear en otras épocas del año como el período de mayo a junio. Las flores son relativamente grandes, de 9 a 15 mm de largo. Otra característica distintiva es que las flores son similares a las del palo avellano blanco ya que están en panículas, no en racimos como en esa especie.
El fruto es una drupa, de 12 a 14 mm de largo. Negra violácea y en forma de huevo que madura de enero a marzo. Los cinco pétalos persisten en el fruto, pero no las brácteas florales. El fruto es comido por el ave gato verde. Debe usarse la semilla fresca para la regeneración después de la remoción del arilo.